# Betsy Russell
Elizabeth "Betsy" Russell (San Diego, 6 de setembro de 1963) é uma atriz americana. Nos anos 80, fez vários papéis em filmes B. Se destaca por ter participado de várias séries de televisão, além de filmes, entre eles Saw IV, onde interpreta Jill Tuck, ex-esposa do serial killer Jigsaw.

## Vida pessoal
Russell nasceu em San Diego, Califórnia, filha de Richard Russell, um analista, e neta do jornalista e professor Max Lerner. Começou atuando em projetos escolares, ainda no ensino médio em San Diego, e ganhou o papel em um comercial que foi gravado localmente. Após se formar no colégio Mission Bay, em 1981, ela se muda para Los Angeles onde começou a trabalhar como garçonete antes de ganhar seu primeiro papel.
Em 1989, Russell casa-se com o ator Vince Van Patten, filho do também ator Dick Van Patten. O casal teve dois filhos antes do divórcio em 2001.

## Carreira
Betsy começa sua carreira em 1982 no filme Let's Do It!. Nesse mesmo ano, fez uma participação nas séries T. J. Hooker e Family Ties. Em 1983, integra o elenco da comédia sexual Private School, junto com Phoebe Cates. 
Ela passou a ser estrela em uma série de filmes B na década de 1980, incluindo Tomboy, Avenging Angel e Cheerleader Camp. Além de filmes, também apareceu em séries de televisão como The A-Team, Murder, She Wrote, 1st & Ten, e um episódio de Superboy, que foi um reencontro com Gerard Christopher, de Tomboy.
Depois de ficar seis anos fora do mundo do cinema e televisão, Betsy retorna na série de filmes de terror Saw, interpretando Jill Tuck, a ex-mulher de Jigsaw.

## Filmografia
| Filme     | Filme                       | Filme                 | Filme                                           |
| Ano       | Filme                       | Papel                 | Notas                                           |
| --------- | --------------------------- | --------------------- | ----------------------------------------------- |
| 1982      | Let's Do It!                | Kittie                |                                                 |
| 1983      | Private School              | Jordan Leigh-Jenson   | Título alternativo: Private School... for Girls |
| 1985      | Avenging Angel              | Molly "Angel" Stewart |                                                 |
| 1985      | Tomboy                      | Tomasina "Tommy" Boyd |                                                 |
| 1985      | Out of Control              | Chrissie Baret        |                                                 |
| 1987      | Cheerleader Camp            | Alison Wentworth      | Título alternativo: Bloody Pom Poms             |
| 1989      | Trapper County War          | Lacey Luddigger       |                                                 |
| 1991      | Camp Fear                   | Jamie                 | Título alternativo: The Millennium Countdown    |
| 1992      | Delta Heat                  | Vicky Forbes          |                                                 |
| 1993      | Amore!                      | Cheryl Schwartz       |                                                 |
| 1995      | The Break                   | Candy                 |                                                 |
| 2000      | The Flunky                  | Candy                 |                                                 |
| 2006      | Saw III                     | Jill Tuck             |                                                 |
| 2007      | Saw IV                      | Jill Tuck             |                                                 |
| 2008      | Saw V                       | Jill Tuck             |                                                 |
| 2009      | Chain Letter                | Sargento Hamill       |                                                 |
| 2009      | Saw VI                      | Jill Tuck             |                                                 |
| 2010      | Saw VII                     | Jill Tuck             | Pós-produção                                    |
| Televisão |                             |                       |                                                 |
| Ano       | Título                      | Papel                 | Notas                                           |
| 1982      | The Powers of Matthew Star  | Dawn                  | 1 episódio                                      |
| 1982      | T.J. Hooker                 | Adolescente           | 1 episódio                                      |
| 1982      | Family Ties                 | Garota                | 1 episódio                                      |
| 1984-1986 | The A-Team                  | Tina Adrian Prescott  | 2 episódios                                     |
| 1986      | Murder, She Wrote           | Doris Robinson        | 1 episódio                                      |
| 1986-1987 | 1st & Ten                   |                       | 3 episódios                                     |
| 1987      | Roxanne: The Prize Pulitzer | Liza Pulitzer         | Telefilme                                       |
| 1987      | Superboy                    | Serene                | 1 episódio                                      |
| 1995      | Platypus Man                | Becky                 | 1 episódio                                      |
| 2010      | Unearthed                   | Felicia               | Telefilme Filmando                              |